# سیارک ۶۲۰۱
سیارک ۶۲۰۱ (به انگلیسی: 6201 Ichiroshimizu، نامگذاری:1993HY) شش هزار و دویست و یکمین سیارک کشف شده‌است که در ۱۶ آوریل ۱۹۹۳ کشف شد.
قدر مطلق سیارک برابر ۱۳٫۱۰ است.